# Dan Stulbach
Dan Filip Stulbach (São Paulo, 26 de setembro de 1969) é um ator, apresentador, radialista e diretor teatral brasileiro. Após se dedicar primeiramente a peças de teatro e ao cinema, Stulbach ficou conhecido em 2003 por interpretar Marcos Soares, (o maníaco da raquete) um personagem polêmico na telenovela Mulheres Apaixonadas, na Rede Globo. Chegou ao seu primeiro papel protagonista na televisão com a minissérie Queridos Amigos, em 2008, baseada no livro Aos Meus Amigos de Maria Adelaide Amaral.
No cinema, fez alguns filmes, entre eles Cronicamente Inviável (2000), Viva Voz (2003), Mais Uma Vez Amor (2005), Tempos de Paz (2009) e A Suprema Felicidade (2010), O Vendedor de Sonhos (2016).
Em 2015, tornou-se apresentador do programa Custe o Que Custar, da Rede Bandeirantes, e ficou na atração até seu término ao final do ano. Meses depois, rescindiu seu contrato com a Band. Ainda em 2015, assumiu o programa Bola da Vez, da ESPN, e ficou no comando do programa até janeiro de 2017. Seu  trabalho mais recente foi na telenovela Pantanal, em 2022, em uma participação especial interpretando o político Ibrahim Chaguri.

## Biografia
É o primeiro membro de uma pequena família de imigrantes judeus poloneses a nascer no Brasil. Tem apenas uma irmã, Tamara que é nutricionista e mãe de seu único sobrinho Yuri. Em casa, cresceu ouvindo a língua polonesa e as histórias que o avô lhe contava sobre a vida na Polônia, devastada durante a Segunda Guerra Mundial.
Após se formar no Colégio Rio Branco, indeciso a respeito da profissão que deveria seguir, prestou vestibular – e foi aprovado – em Medicina, Administração e Engenharia. Cursou um ano a faculdade de Engenharia, mas acabou por se formar em Comunicação Social, na Escola Superior de Propaganda e Marketing (ESPM). Também frequentou a Escola de Arte Dramática da USP. Na ESPM, criou o grupo de teatro Tangerina, que existe até hoje. Durante oito anos dirigiu espetáculos do grupo, que venceu diversos festivais de teatro amador.
Viveu em San Diego, Califórnia,  por quase um ano. Lá estudou inglês e trabalhou como pipoqueiro e bilheteiro de cinema. Com o dinheiro que ganhou, passou uma temporada em Nova York, onde pôde assistir a dezenas de peças de teatro.
Stulbach é frequentemente apontado como sendo semelhante ao ator americano Tom Hanks, tendo sido inclusive satirizado como tal pelo grupo de comediantes Casseta e Planeta.

## Carreira

### Teatro
Ainda adolescente, fazia parte do grupo de teatro do Colégio Rio Branco, onde deu seus primeiros passos como ator. Seu primeiro personagem no teatro amador foi em uma adaptação de Sonho de uma Noite de Verão, de Shakespeare. Sua estreia profissional foi protagonizando Peer Gynt, de Ibsen.  Fã de Paulo Autran, que conheceu ainda no início da carreira e de quem viria a se tornar amigo, trabalhou em Visitando o Sr. Green. Fez também assistência de direção com Elias Andreato, Marco Nanini e Naum Alves de Souza.
Em 2002 entrou em cartaz com o espetáculo Novas Diretrizes em Tempos de Paz, e, após duas trocas de elenco, passou a ter Tony Ramos como companheiro de cena. O espetáculo, grande sucesso de crítica e público, rendeu ao ator prêmios importantes no cenário cultural brasileiro. Entre eles, recebeu: o da Associação Paulista de Críticos de Arte (APCA) e o Prêmio Shell de melhor ator, por sua interpretação de Clausewitz, em Novas Diretrizes em Tempos de Paz, peça de Bosco Brasil que foi transformado em filme, sob a direção de Daniel Filho.
Em 2006 integrou o elenco da peça Dúvida, dirigida por Bruno Barreto. Em 2010 realizou, junto com Danton Mello, a peça 39 Degraus, baseada em obra de Alfred Hitchcock. Desde 2007 é diretor artístico do Teatro Eva Herz, localizado na Livraria Cultura do Conjunto Nacional, em São Paulo.

### Televisão
Stulbach fez sua estreia na televisão em duas participações na novela O Rei do Gado como Copiloto do avião de Bruno e mais tarde como Repórter que cobriu a queda do avião. No ano seguinte, atuou em O Amor Está no Ar em 1997. Ele participou de alguns capítulos até o último, fazendo o personagem Horácio. Após um longo intervalo, Stulbach voltou a televisão em 2001 na minissérie Os Maias, interpretando Kraft, um aristocrata inglês.  No ano seguinte, em 2002, Stulbach faz uma participação especial na novela Esperança, interpretando o personagem André.

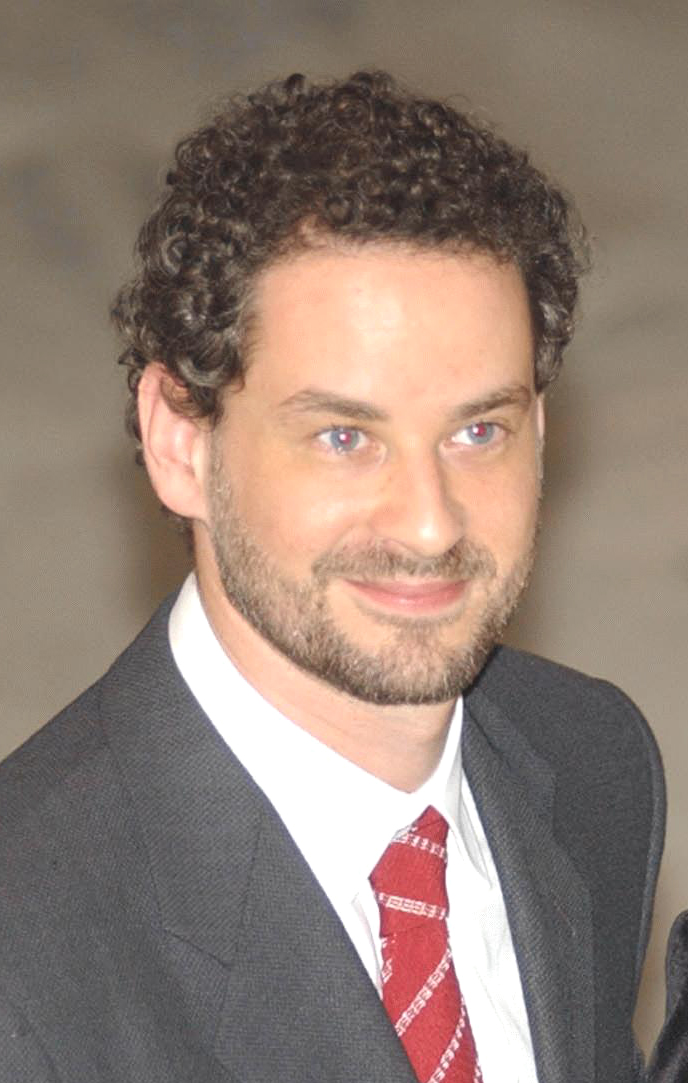
Dan em 2003

Em 2003, Stulbach teve uma grande alavanca em sua carreira ao interpretar Marcos, na novela Mulheres Apaixonadas de Manoel Carlos. Marcos era um homem violento e controlador, que sempre chegava a agredir sua mulher, Raquel, interpretada por Helena Ranaldi. Manoel Carlos convidou Stulbach para participar da novela, enquanto este estava com a peça Novas Diretrizes em Tempos de Paz. Inicialmente, foi decidido que ele faria somente participações em alguns capítulos da novela mas seu personagem acabou chamando tanta atenção, que ficou até o final. Marcos passou a ser o grande vilão da trama, e o único da carreira de Stulbach até então. Posteriormente ele faria um vilão cômico na série Som & Fúria.
Com Marcos, Stulbach passou a ter grande destaque na imprensa, chegando a repercutir até na política. Na época da novela, Dan e Helena Ranaldi foram a Brasília visitar o então Presidente Luiz Inácio Lula da Silva, como um incentivo de mudar a lei da violência contra a mulher, assunto abordado entre os personagens dos dois atores na trama. Sua atuação também foi aclamada chegando a ganhar todos os prêmios de melhor ator de 2003, entre eles, o Troféu Imprensa de Melhor Ator, o Troféu APCA de Melhor Ator e o Prêmio Contigo de Melhor Revelação. Além disso, foi reconhecido e parodiado como um "sósia" brasileiro de Tom Hanks, devido à semelhança física com o ator norte-americano.
Ainda em 2003 depois de Mulheres, Stulbach participou de um dos especiais de fim de ano da Rede Globo, contracenando com Cláudia Jimenez em Papo de Anjo; e também em um dos episódios de Casseta & Planeta, Urgente!.
No ano seguinte, em 2004, Stulbach participou da novela Senhora do Destino de Aguinaldo Silva. Nessa novela, Stulbach deixou a má imagem que havia ganhado com o seu personagem de Mulheres Apaixonadas quando interpretou Edgard Legrand, um rapaz bom e talentoso. Em 2006, Stulbach fez a minissérie JK, interpretando Zinque, um rapaz que sempre sonhou em seguir a vida religiosa mas era impedido pela postura rigorosa e violenta do pai. Ainda em 2006, participou do especial Por Toda Minha Vida, interpretando Luís Carlos Miele, num episódio em homenagem a Elis Regina.
Em 2007, fez a minissérie Amazônia, de Galvez a Chico Mendes. Stulbach interpretou Leandro, um rapaz que se apaixona pela própria cunhada, Risoleta, interpretada por Julia Lemmertz. O romance entre os dois passa a ser proibido por conta da ira do irmão de Leandro e marido de Risoleta, Augusto, interpretado por Humberto Martins. No ano seguinte ele interpretou o seu primeiro papel principal na televisão, na minissérie Queridos Amigos, baseada no livro Aos Meus Amigos de Maria Adelaide Amaral. Em 2009, fez a minissérie Som & Fúria dirigida por Fernando Meirelles e baseada na série canadense Slings & Arrows. A série mostrava o cotidiano de uma equipe teatral, que tinha como objetivo realizar uma peça de Shakespeare. Stulbach interpretou Ricardo Silva, o diretor financeiro da equipe.
Em 2010, participou da série Afinal, o Que Querem as Mulheres?, interpretando Jonas, um rapaz de índole correta que sabe cozinhar, cantar e tocar violão. Ainda em 2010, Stulbach integra o novo elenco do programa do canal GNT, Saia Justa. O ano de 2011 marcou sua volta às novelas, desde Senhora do Destino em 2004. Trabalhou na novela Fina Estampa de Aguinaldo Silva (também autor de Senhora...), interpretando Paulo Siqueira. Um homem que sofre várias complicações com sua mulher Esther (Júlia Lemmertz) por ser estéril e também não aceitar que ela faça uma inseminação artificial.
Após o anúncio da saída de Marcelo Tas do comando do CQC, surgiram comentários de que Dan seria o sucessor de Tas no comando do programa, fato esse que se confirmou quando o mesmo assinou contrato com a Rede Bandeirantes no dia 11 de novembro de 2014. Stulbach ficou até o fim do CQC em dezembro de 2015.. Dan saiu da Band em 11 de março de 2016. Mesmo saindo da Band, fez um acordo com a emissora paulista para comandar Era uma Vez uma História. Em 4 de outubro estreou como apresentador do programa Cine rooftop primeira produção nacional da Paramount Channel Brasil. Dan irá se juntar a Maria Fernanda Cândido e André Frateschi

### Cinema
Seu primeiro longa-metragem foi o filme Cronicamente Inviável dirigido por Sérgio Bianchi. O filme foi filmado em 1997 mas só chegou a ser lançado em 2000. Em 2000, fez o filme Mater Dei, dirigido por Vinícius Minardi. Em 2001, Stulbach gravou o filme Viva Voz, que chegou a ser lançado somente em 2004. O filme foi dirigido por Paulo Morelli. Em 2005, fez o primeiro filme após o sucesso de seu personagem em Mulheres Apaixonadas, chamado Mais Uma Vez Amor, dirigido por Rosane Svartman. No ano seguinte, participou de uma produção americana chamada Living the Dream e em 2008, fez o filme Dias e Noites. Em 2009, retornou a interpretar Clausewitz da peça Novas Diretrizes em Tempos de Paz, em sua versão cinematográfica chamada Tempos de Paz, dirigida por Daniel Filho. Em 2010, fez A Suprema Felicidade, filme que marca a volta do diretor Arnaldo Jabor ao cinema, após duas décadas afastado.

### Rádio
Desde 2006, apresenta o programa Fim de Expediente, na rádio CBN, todas as sextas-feiras, e na última sexta-feira do mês é apresentado ao vivo diante de plateia no Teatro Eva Herz, do qual Stulbach é diretor artístico. Inicialmente apresentava junto com o escritor José Godoy, o cirurgião-dentista Rodrigo Guerreiro Bueno de Moares e com o economista Luiz Gustavo Medina. Em 2007, Rodrigo deixou o programa, ficando somente Stulbach, Godoy e Medina.

## Filmografia

### Televisão
| Ano       | Título                             | Personagem               | Nota                                               |
| --------- | ---------------------------------- | ------------------------ | -------------------------------------------------- |
| 1996      | O Rei do Gado                      | Repórter                 | Episódio: "18 de julho"                            |
| 1997      | O Amor Está no Ar                  | Horácio                  | Episódio: "1–5 de setembro"                        |
| 2001      | Os Maias                           | Craft                    |                                                    |
| 2002      | Esperança                          | André                    | Episódio: "17 de junho"                            |
| 2003      | Mulheres Apaixonadas               | Marcos Soares Mendonça   |                                                    |
| 2003      | Papo de Anjo                       | Anjo Gabriel             | Especial de fim de ano                             |
| 2004      | Senhora do Destino                 | Edgard Legrand           |                                                    |
| 2006      | Por Toda Minha Vida                | Luís Carlos Miele        | Episódio: "Elis Regina"                            |
| 2006      | JK                                 | Zinque                   |                                                    |
| 2007      | Amazônia, de Galvez a Chico Mendes | Leandro                  |                                                    |
| 2008      | Queridos Amigos                    | Leonardo Rosemberg (Léo) |                                                    |
| 2009      | Som & Fúria                        | Ricardo Silva            |                                                    |
| 2009      | Norma                              | Fernando                 |                                                    |
| 2010      | Afinal, o Que Querem as Mulheres?  | Jonas                    | Episódio: "11 e 18 de novembro"                    |
| 2011      | Fina Estampa                       | Paulo Siqueira           |                                                    |
| 2011–2015 | Saia Justa de Verão                | Apresentador             |                                                    |
| 2014      | Segunda Dama                       | Paulo Hélio Garcez       |                                                    |
| 2015      | Os Experientes                     | Luiz Vilela da Costa     | Episódio: "O Primeiro Dia"                         |
| 2015      | CQC                                | Apresentador             |                                                    |
| 2015–2017 | Bola da Vez                        | Apresentador             |                                                    |
| 2017      | Era Uma Vez Uma História           | Apresentador             |                                                    |
| 2017      | A Força do Querer                  | Eugênio Garcia           |                                                    |
| 2018      | O Sétimo Guardião                  | Prefeito Eurico Rocha    |                                                    |
| 2021      | Filhas de Eva                      | Kléber Caldas            |                                                    |
| 2022      | Pantanal                           | Deputado Ibrahim Chaguri | Episódios: "4–26 de agosto"                        |
| 2024      | Tributo                            | Ele mesmo                | Episódio: "Ary Fontoura" Episódio: "Manoel Carlos" |

### Cinema
| Ano  | Título                                       | Personagem       |
| ---- | -------------------------------------------- | ---------------- |
| 2000 | Mater Dei                                    | Diogo            |
| 2000 | Cronicamente Inviável                        | Adam             |
| 2003 | Viva Voz                                     | Duda             |
| 2005 | Mais Uma Vez Amor                            | Rodrigo          |
| 2006 | Living the Dream                             | Val              |
| 2008 | Dias e Noites                                | Felipe           |
| 2009 | Tempos de Paz                                | Clausewitz       |
| 2009 | Som & Fúria – O Filme                        | Ricardo da Silva |
| 2010 | A Suprema Felicidade                         | Marcos           |
| 2011 | Onde Está a Felicidade?                      | Amigo no jantar  |
| 2015 | Meu Amigo Hindu                              | Marcos           |
| 2016 | Mogli - O Menino Lobo                        | Baguera (voz)    |
| 2016 | O Vendedor de Sonhos                         | Julio César      |
| 2017 | Os Saltimbancos Trapalhões: Rumo a Hollywood | Tom Hanks        |
| 2019 | Carcereiros: O Filme                         | Dr. Sergio       |
| 2020 | Vou Nadar Até Você                           | Miro             |
| 2022 | Coisa Pública                                | Messias          |
| 2024 | Ainda Estou Aqui                             | Baby Bocaiúva    |
| 2025 | Fé para o Impossível                         | Philip Murdoch   |

### Vídeo game
| Ano  | Título        | Personagem        | Nota     |
| ---- | ------------- | ----------------- | -------- |
| 2013 | Battlefield 4 | Sgt. Pac Pakowski | dublagem |

## Rádio
| Ano           | Título            | Cargo        | Rádio     |
| ------------- | ----------------- | ------------ | --------- |
| 2006–presente | Fim de Expediente | Apresentador | Rádio CBN |

## Teatro
| Ano       | Título                            | Papel          |
| --------- | --------------------------------- | -------------- |
| 1990      | Peer Gynt                         | Peer Gynt      |
| 1995      | Édipo                             |                |
| 2000–2005 | Visitando o Sr. Green             | Ross Gardiner  |
| 2002–2003 | Novas Diretrizes em Tempos de Paz | Clausewitz     |
| 2006      | Dúvida                            | Padre Flynn    |
| 2010–2011 | Os 39 Degraus                     | Richard Hannay |
| 2014–2015 | Meu Deus!                         | Deus           |
| 2015–2019 | Morte Acidental de Um Anarquista  | Louco          |

Parte Técnica
| Ano       | Título           | Cargo   | Nota           |
| --------- | ---------------- | ------- | -------------- |
| 2013–2015 | A Toca do Coelho | Diretor | Peça de teatro |

## Prêmios e indicações
| Ano  | Prêmio                                  | Categoria                                           | Nomeações                         | Resultado | Ref.   |
| ---- | --------------------------------------- | --------------------------------------------------- | --------------------------------- | --------- | ------ |
| 2002 | Prêmio Shell de Teatro                  | Melhor Ator                                         | Novas Diretrizes em Tempos de Paz | Venceu    | [ 43 ] |
| 2002 | Troféu APCA                             | Melhor Ator em Peça Teatral                         | Novas Diretrizes em Tempos de Paz | Venceu    |        |
| 2003 | Prêmio Arte Qualidade Brasil - RJ       | Melhor Ator Coadjuvante - RJ                        | Mulheres Apaixonadas              | Venceu    | [ 44 ] |
| 2003 | Prêmio Arte Qualidade Brasil - SP       | Melhor Ator Coadjuvante                             | Mulheres Apaixonadas              | Venceu    | [ 44 ] |
| 2003 | Prêmio Extra de Televisão               | Melhor Ator Revelação                               | Mulheres Apaixonadas              | Venceu    |        |
| 2003 | Prêmio TV Press                         | Melhor Ator Revelação                               | Mulheres Apaixonadas              | Venceu    | [ 45 ] |
| 2003 | Prêmio Globo de Melhores do Ano         | Melhor Ator Revelação                               | Mulheres Apaixonadas              | Venceu    |        |
| 2003 | Troféu Leão Lobo                        | Melhor Ator Coadjuvante                             | Mulheres Apaixonadas              | Venceu    |        |
| 2003 | Prêmio Conta Mais                       | Melhor Ator Revelação                               | Mulheres Apaixonadas              | Venceu    |        |
| 2003 | Prêmio Austregésilo de Athayde          | Ator Revelação                                      | Mulheres Apaixonadas              | Venceu    | [ 46 ] |
| 2003 | Prêmio Faz Diferença - jornal "O Globo" | Revista da TV                                       | Mulheres Apaixonadas              | Venceu    | [ 47 ] |
| 2004 | Prêmio Contigo! de TV                   | Melhor Ator Revelação                               | Mulheres Apaixonadas              | Venceu    | [ 48 ] |
| 2004 | Prêmio APCA de Televisão                | Melhor Ator                                         | Mulheres Apaixonadas              | Venceu    | [ 49 ] |
| 2004 | Troféu Imprensa                         | Melhor Ator                                         | Mulheres Apaixonadas              | Venceu    | [ 50 ] |
| 2004 | Troféu Super Cap de Ouro                | Melhor Ator                                         | Mulheres Apaixonadas              | Venceu    |        |
| 2005 | Prêmio Contigo! de TV                   | Melhor Par Romântico (com Carolina Dieckmann)       | Senhora do Destino                | Indicado  | [ 51 ] |
| 2005 | Troféu Super Cap de Ouro                | Melhor Ator                                         | Senhora do Destino                | Venceu    |        |
| 2007 | Prêmio Contigo! de TV                   | Melhor Ator Coadjuvante                             | JK                                | Indicado  | [ 52 ] |
| 2008 | Prêmio Arte Qualidade Brasil            | Melhor Ator                                         | Queridos Amigos                   | Indicado  | [ 53 ] |
| 2008 | Prêmio TV Press                         | Melhor Ator                                         | Queridos Amigos                   | Venceu    | [ 45 ] |
| 2009 | Prêmio Contigo! de TV                   | Melhor Ator                                         | Queridos Amigos                   | Indicado  | [ 54 ] |
| 2010 | Prêmio ACIE de Cinema                   | Melhor Ator                                         | Tempos de Paz                     | Venceu    | [ 55 ] |
| 2010 | Prêmio Contigo! de Cinema Nacional      | Melhor Ator                                         | Tempos de Paz                     | Venceu    | [ 56 ] |
| 2010 | Grande Prêmio do Cinema Brasileiro      | Melhor Ator                                         | Tempos de Paz                     | Indicado  | [ 57 ] |
| 2010 | Prêmio Guarani de Cinema Brasileiro     | Melhor Ator                                         | Tempos de Paz                     | Indicado  |        |
| 2015 | Prêmio Contigo! de TV                   | Melhor Ator de Série ou Minissérie                  | Segunda Dama                      | Indicado  | [ 58 ] |
| 2015 | Prêmio APCA de Televisão                | Melhor Apresentador                                 | CQC                               | Indicado  | [ 59 ] |
| 2017 | Grande Prêmio do Cinema Brasileiro      | Melhor Ator Coadjuvante                             | Meu Amigo Hindu                   | Indicado  | [ 60 ] |
| 2017 | Prêmio Globo de Melhores do Ano         | Melhor Ator Coadjuvante                             | A Força do Querer                 | Indicado  |        |
| 2017 | Prêmio Extra de Televisão               | Melhor Ator Coadjuvante                             | A Força do Querer                 | Indicado  |        |
| 2021 | Séries em Cena Awards                   | Melhor Ator em Série Dramática                      | Filhas de Eva                     | Indicado  |        |
| 2022 | Prêmio Platino                          | Melhor Interpretação Masculina Coadjuvante em Série | Filhas de Eva                     | Indicado  |        |